# لی گو اون
لی گو اون (کره‌ای: 이고은؛ زادهٔ ۶ نوامبر ۲۰۰۹) بازیگر اهل کره جنوبی است. او در سال ۲۰۱۵ در مجموعه تلویزیونی عاشقان گل رز ایفای نقش کرد.

## فیلم‌شناسی

### مجموعه تلویزیونی
| سال  | عنوان                            | نقش                | منابع |
| ---- | -------------------------------- | ------------------ | ----- |
| ۲۰۱۴ | گپ دونگ                          | جوانی یانگ سون جو  |       |
| ۲۰۱۴ | چشم‌های فرشته                     | جوانی پارک هه جو   |       |
| ۲۰۱۴ | سه روز                           | نوه کیم کی بوم     |       |
| ۲۰۱۴ | آرزو کن                          | جوانی سونگ یی هیون |       |
| ۲۰۱۴ | میسنگ: زندگی ناتمام              | پارک سو می         |       |
| ۲۰۱۵ | عاشقان گل رز                     | پارک چو رونگ       |       |
| ۲۰۱۶ | عزیزترین بانو                    | پارک سه روم        |       |
| ۲۰۱۶ | استاد انتقام                     | جوانی کیم دا هه    |       |
| ۲۰۱۶ | درامای ویژه کی‌بی‌اس: دماغ پینوکیو | جوانی دا جونگ      |       |
| ۲۰۱۷ | بلک                              | هیو جین            |       |
| ۲۰۱۸ | مادر مرموز                       | لی چه رین          | [ ۳ ] |
| ۲۰۱۹ | خدمه گل: آژانس ازدواج چوسان      | جوانی گه تونگ      | [ ۴ ] |
| ۲۰۲۰ | جنگل                             | جوانی جونگ یونگ جه |       |
| ۲۰۲۰ | مموریست                          | جوانی کیم سو می    |       |
| ۲۰۲۰ | در خاطرت مرا پیدا کن             | جوانی جونگ سو یون  |       |
| ۲۰۲۰ | زیبایی حقیقی                     | جوانی ایم جو کیونگ |       |
| ۲۰۲۱ | خانواده رؤیایی من باش            | مین‌سول             | [ ۵ ] |
| ۲۰۲۲ | قاشق طلایی                       | جوانی اوه یو جین   | [ ۶ ] |